# Kulíšek perlový
Kulíšek perlový (Glaucidium perlatum) je malá africká sova z čeledi puštíkovitých (Strigidae). 

## Popis
Je zavalitý, s dlouhým ocasem (6 až 8 cm). Dorůstá  délky 17 až 20 cm, hmotnosti 61 až 147 g a křídlo měří 10 až 12 cm. Svrchu je hnědý, světle skvrnitý, spodinu těla má bílou, hnědě pruhovanou. Pohlaví jsou si velmi podobná, mladí ptáci jsou světlejší a mají kratší ocas. Létá vlnovitě. 

## Výskyt
Vyskytuje se v otevřených lesích a savanách na rozsáhlém území subsaharské Afriky. 

## Potrava
Často loví za soumraku či úsvitu, někdy i přes den. Jeho kořistí se přitom může stát celá řada malých živočichů, především bezobratlých (cvrčci, kobylky, brouci, pavouci, mnohonožky, hlemýždi), ovšem požírá i malé obratlovce včetně ještěrek, ptáků, hlodavců a netopýrů. 

## Hnízdění
Hnízdí od srpna do listopadu v dutinách stromů, kam klade 2-4 vejce. Jejich inkubace, na které se podílí pouze samice, pak trvá zhruba 29 dní. Mláďata jsou krmena oběma rodiči a opouštějí hnízdo po 31 dnech. Následně se několik týdnů zdržují poblíž rodičů, jsou nadále krmeny a učí se létat na delší vzdálenosti. Pohlavní dospělosti dosahují do jednoho roku života.